# ベルコウ Bo 46
ベルコウ Bo 46
ベルコウ Bo 46
- 製造者：ベルコウ（Bölkow）
- 初飛行：1964年1月30日
- 生産数：3機
- 運用状況：試作のみ

ベルコウ Bo 46は、1964年に西ドイツで新しいデルシュミットローターシステム（Derschmidt rotor system）をテストするために開発されたヘリコプターである。

## 概容
Bo 46の機体はSIATで製造された流線型度の高いものであったが保守的なデザインであった。風洞実験の結果、新しいローターシステムを使うことによりこのヘリコプターは最高速度が500 km/h (310 mph)に達すると予想されたがテスト飛行中には1度もこの速度を達成することはなかった。飛行テストは有望であったが、新しいローターシステムの優越性は複雑さに起因する重量過大を招き1966年にこのシステムの更なる研究は放棄された。
テストプログラムの最終段階で、チュルボメカ マルボーレを機体の両側面に取り付けた試作機の中の1機は最高速度が400 km/h (250 mph)を超えた。

## 要目
- 定員：乗員1
- 全備重量：2,000 kg (4,400 lb)
- 主ローター直径：10.00 m (32.1ft)
- 主ローター旋回面積：78.5 m2 (845 ft2)
- エンジン：1 * チュルボメカIIIB, 800 hp (597 kW)
- 最高速度：320 km/h (200 mph)